# Наколенники (элемент доспеха)

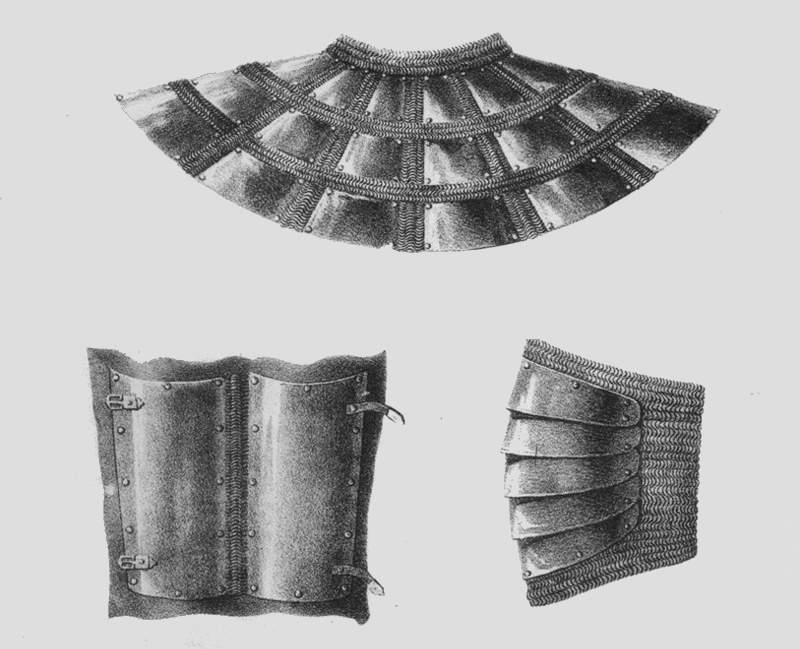
Бармица, зарукавье и наколенок.

Наколенники, Наколе́нник, Наколе́нок — покрышка колена, как часть лат, брони, элемент доспеха, предназначенный для защиты коленей ратника или для тепла и украшенья.
В Западной Европе наколенники появились около XII века и, поначалу, представляли собой широкую полосу из толстой кожи, усиленную металлической пластиной. Однако они были неудобны. Поэтому, приблизительно во второй половине XIII века, появляются железные наколенники, фиксируемые ремнями и пряжками. Развитие защиты ног приводит к увеличению наколенников, а, в конце XIV — начале XV появляется полный наколенник с раковиной с наружной стороны.
В Западной Азии и на Руси (в России) также иногда использовались наколенники — сегментные либо чашечные. В Азии наколенники крепились к кольчато-пластинчатым набедренникам. На Руси (в России), видимо, использовались редко, способ крепления неизвестен.
Сохранилось описание полного гусарского доспеха из Оружейной палаты: «Латы с нарамками и с наколенками, ... ». Этот доспех и сейчас хранится в Оружейной палате, но с утратами, общий вес доспеха 28,3 килограмма.
Как принадлежности древнерусского оборонительного (защитного) вооружения, нагрудники, наколенники, налокотники, наспинники, наручи, науши — делались из кожи, железа и меди.

## Галерея

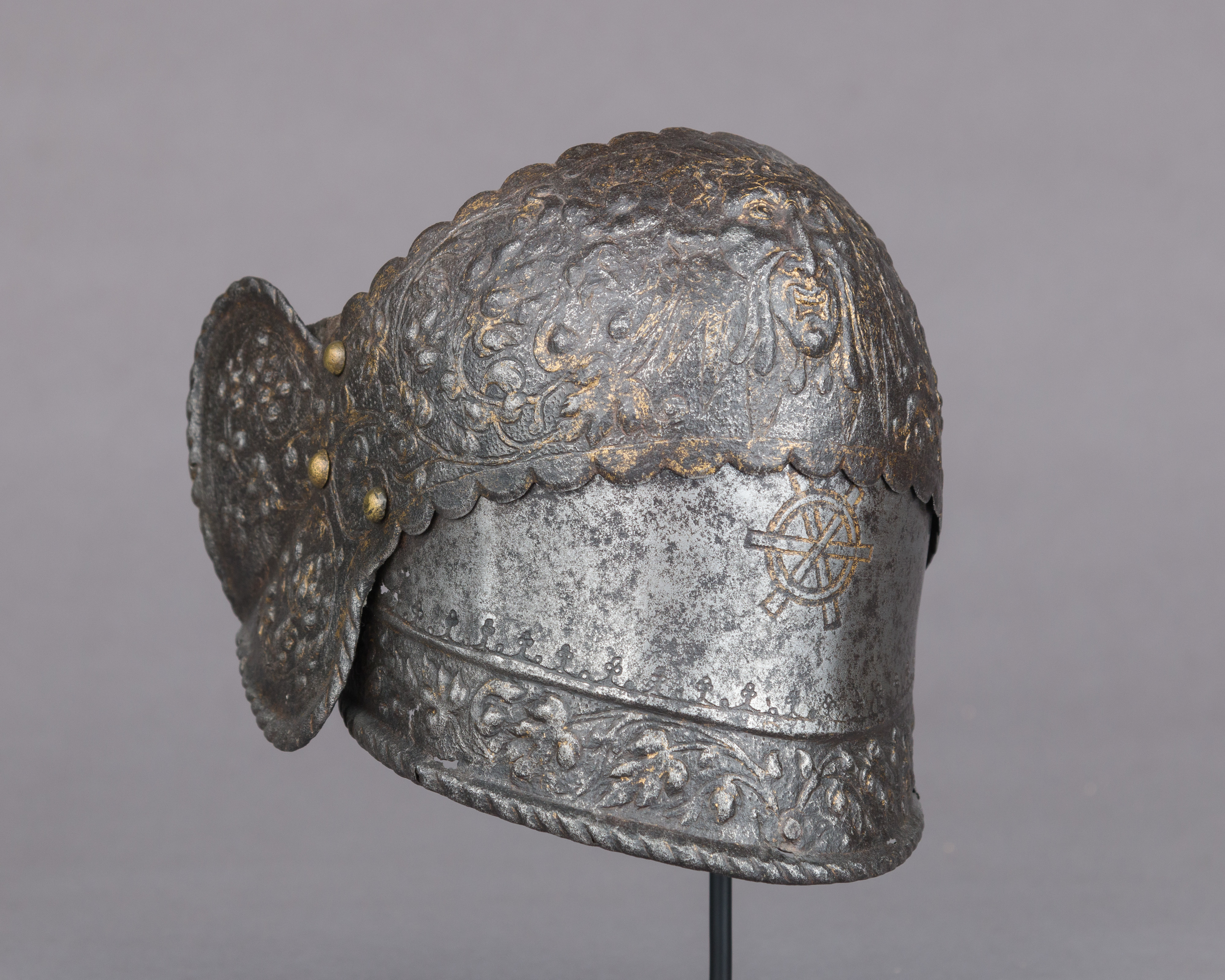
Наколенок, 1555 — 1560 годов.
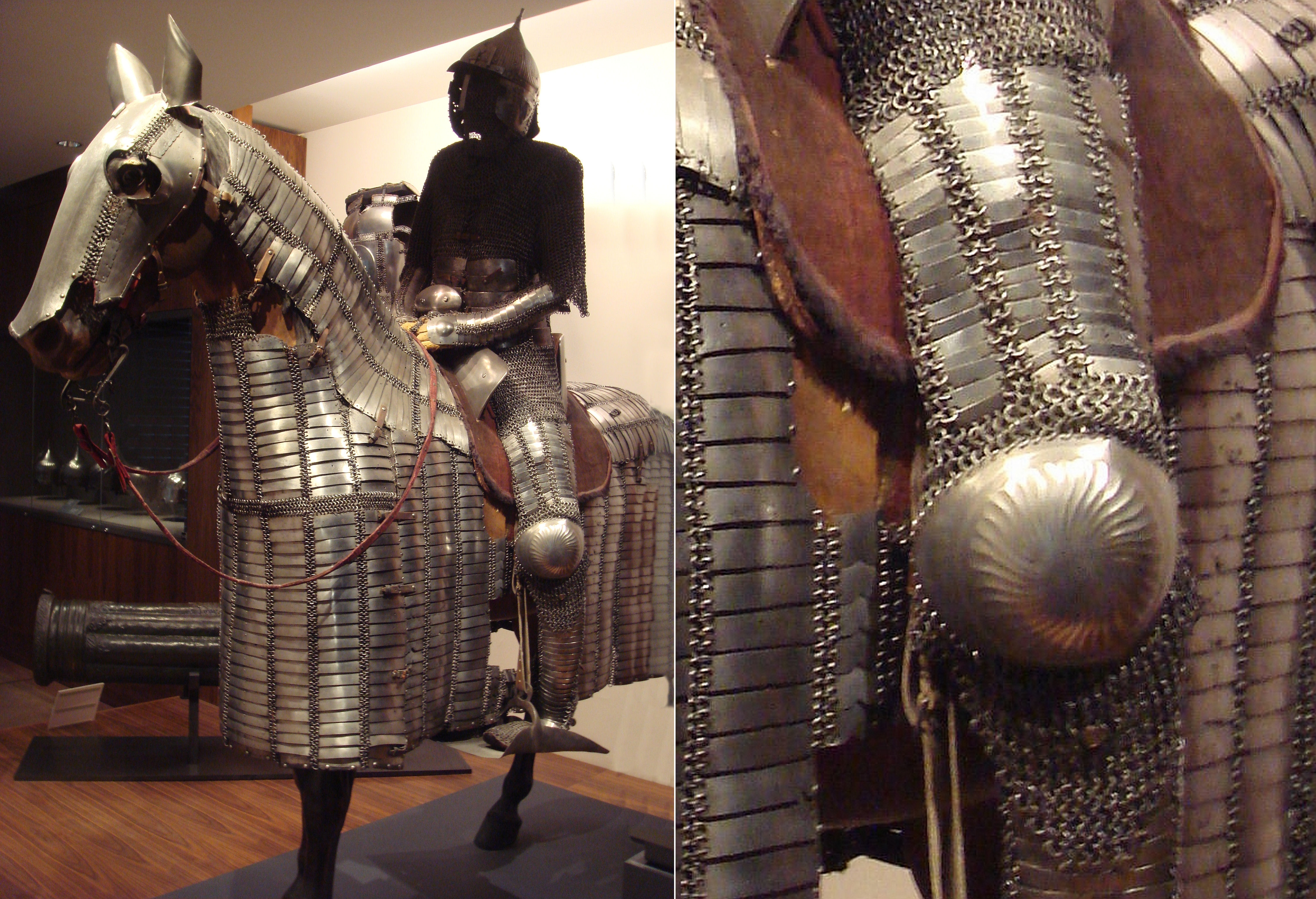
Наколенок из доспеха конного воина.
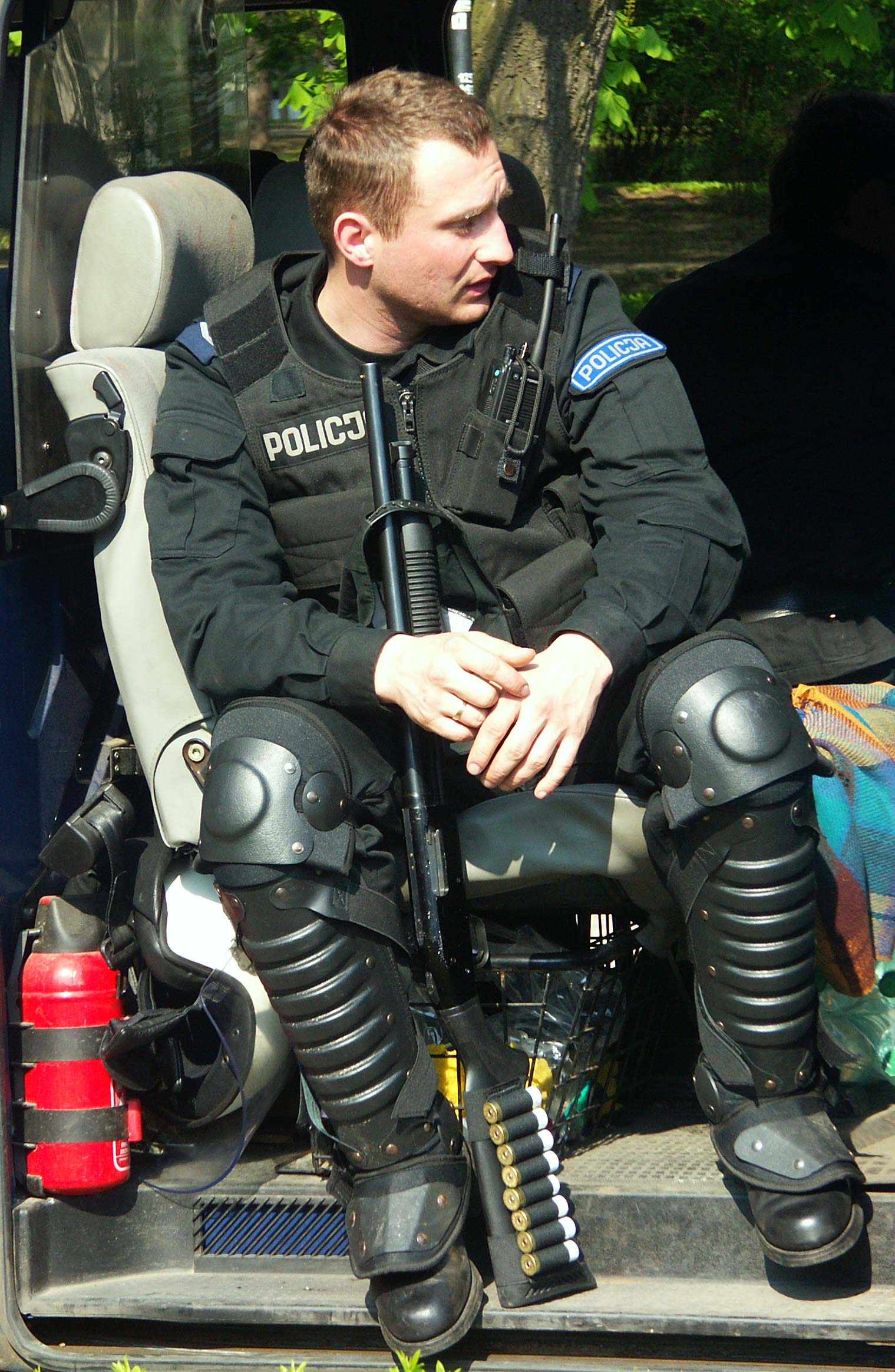
современные наколенники полиции Польши